# 香港嬰兒用品展
香港嬰兒用品展是由香港貿發局主辦的大型嬰兒用品專業展覽會，每年於香港會議展覽中心舉行。這個全新的商貿展覽會從香港玩具展（亞洲最大及全球第二大玩具展）衍生出來，首屆展覽於2010年1月舉辦，匯聚超過300家參展商，會上設有中國內地、台灣及泰國展館。
香港嬰兒用品展與香港玩具展、香港國際文具展及香港國際專利授權展同期舉行，展現更寬廣的市場面貌，並為有意物色專門產品的買家提供更多採購機會。

## 外部連結
- 展會網站 （繁體中文）